# Gymnopleurus leei
Gymnopleurus leei är en skalbaggsart som beskrevs av Fabricius 1792. Gymnopleurus leei ingår i släktet Gymnopleurus och familjen bladhorningar. Inga underarter finns listade i Catalogue of Life.